# مذبحة فوكوفار
يُقصد بمذبحة فوكوفار، والمعروفة أيضا باسم مذبحة مستشفى فوكوفار أو مذبحة أوفتشارا، قتل القوات شبه العسكرية الصربية لأسرى الحرب والمدنيين الكرواتيين، الذين سلمهم الجيش الشعبي اليوغوسلافي، في مزرعة أوفتشارا جنوب شرق فوكوفار، في 20 نوفمبر 1991، خلال حرب الاستقلال الكرواتية. وقعت المذبحة بعد وقت قصير من استيلاء الجيش الشعبي اليوغوسلافي، وقوات الدفاع الإقليمي، والقوات شبه العسكرية من صربيا المجاورة، على فوكوفار. تُعد مذبحة فوكوفار أكبر مذبحة في حرب الاستقلال الكرواتية.
جرى التفاوض بين السلطات الكرواتية والجيش الشعبي اليوغوسلافي وبعثة الرصد التابعة للجماعة الأوروبية بالتعاون مع اللجنة الدولية للصليب الأحمر، في الأيام الأخيرة من المعركة، على إخلاء مستشفى فوكوفار. رفض الجيش الشعبي اليوغوسلافي لاحقًا دخول اللجنة الدولية للصليب الأحمر إلى المستشفى رغم الاتفاق، وأخرج ما يقرب من 300 شخص من مباني المستشفى. نُقلت المجموعة، التي كان معظمها من الكروات بجانب عدد من الصرب والمجريين والمسلمين واثنين من الرعايا الأجانب الذين قاتلوا إلى جانب الحرس الوطني الكرواتي، في البداية إلى ثكنات الجيش الشعبي اليوغوسلافي في فوكوفار. تبين أن عدد من السجناء من موظفي المستشفى، فجرى عزلهم من المجموعة لإعادتهم إلى المستشفى، في حين نُقل بقيتهم إلى مزرعة أوفتشارا جنوب فوكوفار. تعرض السجناء، عند وصولهم إلى المزرعة، للضرب لعدة ساعات، قبل أن يسحب الجيش الشعبي اليوغوسلافي قواته من الموقع، تاركينهم في عهدة قوات الدفاع الإقليمي الصربية الكرواتية والقوات شبه العسكرية الصربية. نُقل السجناء بعد ذلك إلى موقع جاهز، وأُطلق النار عليهم في مجموعات من عشرة إلى عشرين، ودُفنوا في مقبرة جماعية.
اكتُشفت المقبرة الجماعية في أكتوبر 1992، وقامت بحراستها قوة الحماية التابعة للأمم المتحدة التي نُشرت في المنطقة في وقت سابق من ذلك العام. استخرج محققو المحكمة الجنائية الدولية ليوغوسلافيا السابقة، في عام 1996، 200 مجموعة من رفات القبر. تعتقد كرواتيا أن 61 شخصًا آخرين دفنوا في مقبرة أخرى بالموقع، بينما يعتقد ممثلو إدعاء المحكمة الجنائية الدولية ليوغوسلافيا السابقة أنهم 60 شخصًا فحسب. أدانت المحكمة الجنائية الدولية ليوغوسلافيا السابقة اثنين من ضباط الجيش الشعبي اليوغوسلافي كانا على صلة بالمذبحة، وحاكمت كذلك الرئيس الصربي السابق سلوبودان ميلوشيفيتش على عدد من جرائم الحرب، ومنها تلك التي ارتُكبت في فوكوفار. تُوفي سلوبودان ميلوشيفيتش في السجن قبل انتهاء محاكمته. حاكم القضاء الصربي العديد من الأعضاء السابقين في قوات الدفاع الإقليمي الصربية الكرواتية والوحدات شبه العسكرية الصربية، وأدانهم لتورطهم في المذبحة. قضت محكمة العدل الدولية، في فبراير 2015، بأن الحصار والمذابح والفظائع المتزامنة التي ارتُكبت في أماكن أخرى في كرواتيا لا تشكل إبادة جماعية.
مُيز موقع المقبرة الجماعية بنصب تذكاري، وأُعيد بناء أرضية مبنى مزرعة أوفتشارا، التي استُخدمت لإيداع السجناء في الأسر، كمركز تذكاري في عام 2006. زار المركز، بحلول يوليو 2014، نحو 500,000 سائح.

## بداية الضربة العسكرية
بعد أن شنت كرواتيا معركة الثكنات في 14-15 سبتمبر للاستيلاء على مرافق الجيش الشعبي اليوغوسلافي في كرواتيا، أطلق الجيش الشعبي اليوغوسلافي عملية مصغرة ضد فوكوفار لتخفيف الضغط على حامية المدينة. بدأت، في الوقت نفسه، حملة تعبئة ضخمة استعدادًا لحملتها على كرواتيا. قوبلت الحملة برفض كبير من الجنود الذين حُشدوا إلى وحداتهم، وبالهروب من الخدمة، وبانعدام الحماس العام للحملة. كان معدل الاستجابة في صربيا الوسطى خاصة ضعيفًا، حيث أبلغ 26% فقط من الذين استُدعوا عن وصولهم لوحدات خدمتهم. أدى ذلك إلى انخفاض عدد القوات المتاحة، ما اضطر الجيش الشعبي اليوغوسلافي إلى نشر عدد قليل من وحدات المشاة.
بدأت العمليات الهجومية للجيش الشعبي اليوغوسلافي، المرتبطة مباشرة بالحملة في منطقة سلافونيا بشرق كرواتيا، في 20 سبتمبر. شيئًا فشيئًا أصبح الهجوم على فوكوفار هو الغرض الرئيسي للحملة، إذ لم يتمكن الجيش الشعبي اليوغوسلافي من الاستيلاء على المدينة أكثر من مرة. استمر القتال في فوكوفار وحولها لعدة أشهر، وشاركت في نهاية المطاف القوة المدرعة الرئيسية للجيش الشعبي اليوغوسلافي، التي كان من المقرر لها في السابق التقدم غربًا نحو المناطق التي يسيطر عليها الصرب في سلافونيا الغربية. أراد الجيش الشعبي اليوغوسلافي، بالإضافة إلى تخفيف الضغط على حامية مدينة فوكوفار، تفريق القوات الكرواتية في المدينة حتى لا تشكل أي خطر على مؤخرتها إذا ما تقدمت الحملة غرب فينكوفسي.
عززت وحدات صربية محلية تابعة لقوات الدفاع الإقليمي ومتطوعين صرب شبه عسكريين، كان من المفترض أن يحلوا محل جنود الاحتياط الذين لم يستجيبوا لاستدعائهم، الجيش الشعبي اليوغوسلافي. كثيرًا ما كانت الكراهية الإثنية الدافع وراء انضمام المتطوعين، وقد نهبوا عددًا لا يحصى من المنازل وارتكبوا العديد من الفظائع ضد المدنيين. استسلمت القوات الكرواتية في 18 نوفمبر، وذلك بعد أكثر من شهرين من القتال. تعرضت فوكوفار لأضرار كبيرة بسبب قصف مدفعية الجيش الشعبي اليوغوسلافي بقذائف الصواريخ. أُطلق على المدينة، بحلول نهاية المعركة، أكثر من 700,000 قذيفة، بمعدل يصل إلى 12,000 قذيفة في اليوم.